# プロジェクト計画書
プロジェクト計画書 (英: project plan, project plan document)は、プロジェクトマネジメント知識体系（PMBOK）によると、「...プロジェクトの実行とプロジェクト管理の両方を行うための、正式に承認された文書である。プロジェクト計画書の主な用途は、計画の前提条件と決定を文書化し、プロジェクトの利害関係者間のコミュニケーションを促進し、承認された範囲、コスト、およびスケジュールの基準を文書化することである。プロジェクト計画書は要約または詳細に記述される場合がある。」 とのこと。
PMBOK（v6）の最新版では、プロジェクト憲章という用語が、プロジェクトスポンサーとプロジェクトマネージャがプロジェクトの初期ビジョン（範囲、基準、リソース、目的など）についておおまかに合意するための取り決めを指す。PMBOK v5で説明されているPMI方法論では、プロジェクト憲章とプロジェクト管理計画は、開始段階と計画段階でプロジェクトを説明するための2つの最も重要な文書である。
PRINCE2では以下のように定義する：
「...プロジェクトに必要な主要な製品、マイルストーン、活動、およびリソースを示すことにより、プロジェクトの目的をいつどのように達成するかについてのステートメント。」
プロジェクトマネージャは、プロジェクトチームと主要なプロジェクトの利害関係者からの入力に従って、プロジェクト管理計画を作成する。計画は、少なくともプロジェクトチームとその主要な利害関係者によって合意および承認される必要がある。
多くのプロジェクト管理プロセスがPMBOK®ガイドに記載されているが、プロジェクト管理計画の作成時には、プロジェクトのニーズに基づいてどのプロセスを使用するかを決定する調整を行う必要がある。 

## 目的
プロジェクト計画書の目的は、プロジェクトチームがプロジェクト管理のスコープを決めるために使用される。
少なくとも、プロジェクト計画書はプロジェクトに関する基本事項について記載する。
- なぜ？ -プロジェクトが取り組む問題やバリュープロポジションは何か？なぜ後援されているのか？
- なに？ -プロジェクトで実行される作業は何か？主な製品/成果物は何か？
- だれ？ -誰が関与し、プロジェクト内での彼らの責任は何か？それらはどのように編成されるか？
- いつ？ -プロジェクトのタイムラインはどのようなもので、マイルストーンはいつ完了するのか？

## 計画内容
PMBOKやPRINCE2などの業界標準に従った完全なプロジェクト計画書には、プロジェクトの実行、管理、および制御などの記述が必要となる。この情報は、調達計画や建設計画など、他の文書を参照するか、プロジェクト計画書自体に詳細を記載する。
プロジェクト計画書は通常、プロジェクト実行システムで使用されるトピックをカバーし、次の主要な内容をカバーする。
- スコープ管理
- 要件管理
- スケジュール管理
- 財務管理
- 品質管理
- 資源管理
- 利害関係者の管理– PMBOK5から
- コミュニケーション管理
- プロジェクト変更管理
- リスク管理

## 詳細
プロジェクト計画書には、次のセクションを含む 。
- はじめに：プロジェクトの概要
- プロジェクト管理アプローチ：チームメンバーの役割と権限。これは、プロジェクト管理計画のエグゼクティブサマリーを表す
- プロジェクトの範囲：プロジェクトの範囲内および範囲外の内容。プロジェクト憲章のスコープ・ステートメントを参照する場合もある。
- マイルストーン一覧：プロジェクトのマイルストーン（プロジェクトの進捗状況の評価に役立つ節目）の一覧。この一覧には、マイルストーン名、マイルストーンに関する説明、および予想される日付を入れる。
- 基準日程と作業分解図：一連の作業とそれらを定義するWBSディクショナリで構成されるWBS、およびプロジェクトの進捗管理のための基準日程。
- プロジェクト管理計画：すべてのプロジェクト側面のすべての管理計画
- 変更管理計画
- コミュニケーション管理計画
- コスト管理計画
- 調達管理計画
- プロジェクトスコープ管理計画
- スケジュール管理計画
- 品質管理計画
- リスク管理計画
- 人事/人事管理計画
- リソース予定表：プロジェクトに必要な主要なリソースと、それらの必要な時間と期間を特定します。
- コスト基準：プロジェクトの各段階の予算合計とコストに関するコメント。
- 品質基準：許容可能なレベルの品質。
- スポンサーの承認：プロジェクトスポンサーの文書承認欄